# Черник, Сергей Викторович
Серге́й Ви́кторович Че́рник (бел. Сяргей Віктаравіч Чэрнік; род. 20 июля 1988, Гродно) — белорусский футболист, вратарь клуба «Слуцк».

## Карьера

### Клубная
Воспитанник ДЮСШ (Лунно, Мостовский район, Гродненская область) и гродненской СДЮШОР-6. Первый тренер — Виктор Мечиславович Черник (отец).
С 2005 по 2009 год выступал за дубль гродненского клуба «Неман». В 2010 году, в дебютном для себя сезоне в Высшей лиге стал основным вратарём команды. В феврале 2013 года был на просмотре в клубе «Ростов».
1 января 2014 года стал игроком клуба БАТЭ. Начало сезона 2014 пропустил из-за травмы, позднее закрепился в качестве основного вратаря борисовчан и сохранял место в основе до конца сезона, несмотря на череду неудачных матчей.
Обладатель Суперкубка Беларуси 2015. Основное время завершилось со счётом 0:0, в серии одиннадцатиметровых ударов, Черник отбил все три удара игроков «Шахтёра». В 2015 году стал обладателем рекордной «сухой серии» чемпионатов Белоруссии — он не пропускал голов в десяти стартовых матчах подряд, а с учётом прошлого сезона серия достигла 1072 минут. Черник превзошёл достижение вратаря БАТЭ Сергея Веремко, который не пропускал голов на протяжении 1016 минут.
28 июня 2016 года подписал трёхлетний контракт с французским «Нанси». В составе «Нанси» не смог стать первым номером, обычно чередовался с Ги Н’Ди Ассембе, иногда привлекался к матчам второй команды. В мае 2019 года стало известно, что белорусский вратарь по окончании контракта покидает клуб. В июне 2019 года тренировался с «Ислочью», а в июле вновь стал игроком БАТЭ. В составе борисовчан чередовался с Антоном Чичканом.
В январе 2020 перешёл в казахстанский клуб «Иртыш». Сыграл за команду 2 игры и после клуб сообщил о своем закрытии, в итоге футболист остался без команды. В сентябре 2020 года перешёл в «Городею».
В сезоне 2021 года перешёл в солигорский «Шахтёр». Контракт рассчитан на 2 года. Впоследствии голкипер продлил соглашение еще на такой же срок. В общей сложности за четыре сезона провел в воротах команды 62 матча, в 27 из которых не пропускал голов.
В январе 2025 года присоединился к клубу «Слуцк».

### В сборной
В национальной сборной Беларуси дебютировал 15 ноября 2013 года в товарищеском матче со сборной Албании в Анталье (0:0).

## Достижения

### Командные
БАТЭ
- Чемпион Беларуси (2): 2014, 2015
- Обладатель Суперкубка Беларуси (2): 2015, 2016
- Обладатель Кубка Беларуси: 2014/15

«Шахтёр» (Солигорск)
- Чемпион Беларуси: 2021, 2022[a]
- Обладатель Суперкубка Беларуси: 2021, 2023

### Личные
- Лучший вратарь чемпионата Белоруссии (2): 2013, 2015
- В писках 22 лучших футболистов чемпионата Беларуси: сборная «А» — 2013, 2015
- Лучший игрок команды в сезонах 2011, 2012 и 2013 («Неман»)